# Josie and the Pussycats (serie de televisión)
Josie and the Pussycats (con el formato de Josie and the Pussy Cats en los títulos iniciales) es una serie de televisión animada estadounidense, basada en la serie de cómics homónima de Archie Comics creada por Dan DeCarlo. Producido para la televisión del sábado por la mañana por Hanna-Barbera Productions, dieciséis de sus episodios se emitieron en CBS durante la temporada de televisión 1970-71 y se volvieron a transmitir durante la temporada 1971-72. En 1972, el programa fue re-conceptualizado como Josie and the Pussycats in Outer Space, con dieciséis episodios los cuales se emitieron en CBS durante la temporada 1972-73 y se volvieron a transmitir en la siguiente temporada hasta enero de 1974. Las repeticiones de la serie original se alternaron entre CBS, ABC y NBC desde 1974 hasta 1976. Esto llevó a su transmisión en televisión de sábados por la mañana en tres redes durante seis años.
En el mercado hispano se le conoció como Josie y las Gatimelódicas, Josie y las Gatitas (en México) o simplemente Josie y las Gatimelódicas (en Venezuela).
Presentó a una banda de música pop rock integrado por chicas que recorrió el mundo con su séquito, tropezando con extrañas aventuras, aventuras de espías y misterios. En la pantalla pequeña, el grupo estaba formado por la cantante y guitarrista Josie, la inteligente bajista Valerie y la despistada baterista rubia Melody. Otros personajes incluyeron a su cobarde mánager Alexander Cabot III, a su hermana engañosa Alexandra, a su gato Sebastian y al musculoso roadie Alan.
Esta serie, más parecida a la exitosa Scooby-Doo, Where are You! de Hanna-Barbera que al cómic original de Josie, es famosa por su música, los leotardos con estampado de leopardo para las chicas (complementados con de "largas colas y orejas pro sombreros", como indica el tema musical), y por presentar a Valerie como el primer personaje femenino negro que aparece regularmente en un programa de dibujos animados de sábados por la mañana. Cada episodio incluyó una canción de la banda Josie and the Pussycats reproducida durante una escena de persecución, que, de manera similar a The Monkees, presentó al grupo que corría tras de y huía de una selección de personajes indefinidamente villanos.

## Creación y desarrollo

### Orígenes
Durante la temporada de televisión 1968-69, la primera caricatura del sábado por la mañana basada en una producción de Archie Comics, The Archie Show, fue un gran éxito, no solo en las clasificaciones de CBS, sino también en las listas de Billboard: la canción "Sugar, Sugar" de The Archies alcanzó el puesto número 1 en las listas de Billboard en septiembre de 1969, convirtiéndose en la canción número uno del año. El estudio de animación Hanna-Barbera Productions quería duplicar el éxito que sus competidores Filmation estaban teniendo con The Archie Show. Después de un intento fallido de desarrollar un programa de banda musical para adolescentes de su propia creación llamado Mysteries Five (que finalmente se convirtió en Scooby-Doo, Where are You!), decidieron ir a la fuente y contactaron a Archie Comics para que posiblemente adaptaran uno de sus propiedades restantes en un show similar a The Archie Show. Archie Comics y Hanna-Barbera colaboraron para adaptar el cómic Josie and the Pussycats a una propiedad musical sobre una banda de música adolescente, agregando nuevos personajes (Alan M. y Valerie) mientras omitían a otros varios.

### Musicalización
En preparación para la próxima serie de dibujos animados, Hanna-Barbera comenzó a trabajar para formar un "grupo musical real" de Josie and the Pussycats, quienes proporcionaron las voces de las chicas en la serie animada y también grabaron un álbum de canciones que se utilizaron tanto como los sencillos de radio y en la serie de televisión.
Las grabaciones musicales de Josie and the Pussycats fueron producidas por La La Productions, dirigida por Danny Janssen y Bobby Young. Ellos organizaron una búsqueda de talentos para encontrar a tres chicas que coincidirían con las tres chicas en el cómic, tanto en apariencia como en habilidad para cantar; las primeras planificaciones, que no llegaron a buen término, requerían un segmento de imagen real de la banda Josie and the Pussycats al final de cada episodio. Después de entrevistar a más de 500 finalistas, decidieron elegir a Kathleen Dougherty (Cathy Dougher) como Josie, Cherie Moor (más tarde conocida como Cheryl Ladd) como Melody y a Patrice Holloway como Valerie.
Janssen presentó la banda recién formada a William Hanna y Joseph Barbera para finalizar el acuerdo de producción. Hanna-Barbera quería que Janssen volviera a organizar el casting de Holloway, porque habían decidido interpretar a "Josie and the Pussycats" como un trío completamente caucásico y habían alterado a Valerie para que fuera caucásica, quien había sido concebida como afroamericana y ya estaba apareciendo como tal en el cómic renovado de Josie and the Pussycats de Arche Comics. Janssen se negó a cambiar a Holloway y amenazó con alejarse del proyecto. Después de un enfrentamiento de tres semanas entre ambas partes, Hanna-Barbera finalmente cedió y le permitió a Janssen mantener a Holloway, y cambió a Valerie para que volviera a ser afroamericana. El personaje de Valerie fue el primer personaje femenino afroamericano en una serie de dibujos animados de sábados por la mañana. El baterista de la serie The Hardy Boys, Pete Jones, había sido el primer personaje masculino afroamericano en aparecer los sábados por la mañana tan solo un año antes.

### Tema musical
El tema musical del programa, titulado "Josie and the Pussycats", fue escrito por Hoyt Curtin, William Hanna (bajo el seudónimo de "Denby Williams") y Joseph Barbera (bajo el seudónimo de "Joseph Roland"). Patrice Holloway, la voz cantante de Valerie, canta la voz principal en la grabación. El tema se basó en melodías de una melodía incidental tocada en varias caricaturas de Hanna-Barbera desde la serie animada The Jetsons.
Una versión cover de "Josie and the Pussycats" interpretada por Juliana Hatfield y Tanya Donelly se incluye en el álbum de homenaje Saturday Morning: Cartoons' Greatest Hits de 1995, producido por Ralph Sall para MCA Records.

## Visión general
Josie and the Pussycats debutó en la alineación de sábados por la mañana de CBS el 12 de septiembre de 1970, con el episodio "The Nemo's a No-No Affair". La versión animada de Josie fue una amalgama de dispositivos de trama, villanos arquetipicos, ambientaciones, estados de ánimo y tonos de otros programas de Hanna-Barbera como Scooby-Doo, Where Are You!, Jonny Quest, Space Ghost y Shazzan.
Al igual que Scooby-Doo, Where Are You!, Josie and the Pussycats se transmitió originalmente con risas enlatadas. Más tarde, las ediciones para vídeo hogareño y DVD omitieron las pistas de audio con risas enlatadas. Cartoon Network y Boomerang, sin embargo, han transmitido al programa en su formato de transmisión original con las risas enlatadas intactas.

### Argumento
Cada episodio encontraría a las Pussycats y al equipo en camino para realizar un concierto o grabar una canción en algún lugar exótico. De alguna manera, a menudo debido a algo que hizo Alexandra, accidentalmente se encontrarían mezclados en una aventura y/o misterio. El antagonista siempre sería un científico loco, espía o criminal diabólicos que querían apoderarse del mundo usando algún dispositivo de alta tecnología. Las Pussycats normalmente se encontrarían en posesión de los planes para una invención, un objeto de interés para los villanos, un mensaje secreto de espías, etc., y los villanos las perseguirían. Eventualmente, formularían un plan para destruir los planes del villano de turno y llevarlos ante la justicia, lo que resultaría en una secuencia de persecución final establecida para ser acompañada por una canción de las Pussycats.
Tendrían éxito en capturar al villano y volver a su concierto/sesión de grabación/etc. La broma final siempre se enfoca en uno de los intentos de Alexandra de interferir/acabar con las funciones de las Pussycats y/o robarle a Josie el afecto de Alan, cosa que siempre se vuelve en contra de ella misma.

## Personajes
- Josephine "Josie" McCoy (con la voz de Janet Waldo/cantada por Cathy Dougher) - La cantante principal, pelirroja, guitarrista y líder de la banda. Josie comparte una atracción con Alan, el administrador de los conciertos.
- Valerie Brown (voz de Barbara Pariot/cantada por Patrice Holloway) - La bajista afroamericana y cantante de respaldo de la banda. Ella es la voz de la razón en el grupo, siendo altamente inteligente y una genio en mecánica.
- Melody Valentine (voz de Jackie Joseph/cantada por Cherie Moor) - La baterista y cantante de respaldo de la banda y una rubia tonta estereotipada. Lo que ella carece de intelecto lo compensa con el corazón; A saber, su perpetua dulzura y optimismo. Sus orejas se contraen cuando el grupo está en peligro.
- Alan M. Mayberry (voz de Jerry Dexter) - El chico alto, rubio y musculoso del grupo, y el interés amoroso de Josie.
- Alexander Cabot III (con la voz de Casey Kasem) - El mánager del grupo, altamente identificable por su vestuario moderno de colores brillantes, lentes de sol y esquemas de promoción idiotas; él es el hermano mellizo de Alexandra. Alexander es un cobarde admitido, pero en marcado contraste con su hermana Alexandra, es de buen corazón. Alexander y Valerie sienten una ligera atracción a veces. Él también parece sentirse atraído por Melody. Alexander es similar y comparte parecidos con Shaggy Rogers en Scooby-Doo. En el episodio crossover "The Haunted Showboat" de la serie The New Scooby-Doo Movies, Casey Kasem interpreta a ambos Alexander Cabot III y Shaggy Rogers.
- Alexandra Cabot (con la voz de Sherry Alberoni) - La única chica del grupo que no es una Pussycats, identificada por su largo cabello negro con una cola de caballo con un mechón blanco que atraviesa el centro, similar a una mofeta o un zorrillo. Falsa y acosadora, ella es la hermana melliza de Alexander, pero por lo demás no tiene ningún papel identificable con la banda ni ninguna razón para asociarse con la misma. Está constantemente amargada y celosa del éxito de la banda sin ella, creyendo que debería ser "la verdadera estrella de la banda", y constantemente planea robar la atención (y el afecto de Alan) de Josie, solo para que todos sus planes fracasen de forma humillante. A pesar de sus celos, sigue siendo leal al grupo y usualmente luchará junto con ellos contra los villanos, usando su personalidad descarada para intimidar a la oposición.
- Sebastian (con la voz de Don Messick): El gato de Alexandra, cuyo pelaje blanco y negro se asemeja al cabello de su ama y cuyas expresiones suenan igual que otro personaje interpretado por Messick, Muttley. Le gusta ser ruin y, a veces, parece irse al lado del enemigo, pero generalmente solo para engañar al villano para que pueda tener la oportunidad de ayudar al grupo a escapar. A veces usa sus garras para abrir cerraduras. Alexandra a veces suele reclutar a Sebastian para que le haga trucos sucios a Josie, pero incluso estos trucos suelen ser contraproducentes. En el episodio crossover "The Haunted Showboat" de la serie The New Scooby-Doo Movies, Messick interpretó a Sebastian y Scooby-Doo al mismo tiempo.
- Bleep - (también interpretado por Don Messick y aparece solo en Josie and the Pussycats in Outer Space) La mullida mascota alienígena de Melody con extremidades rosas. Hace un sonido de "bleep" (y por lo tanto su nombre) que solo Melody puede entender. Bleep también puede generar ondas sonoras invisibles desde su boca y ojos.

## Josie and the Pussycats in Outer Space
En septiembre de 1972, una serie spin-off secuela titulada Josie and the Pussycats in Outer Space debutó en CBS. Esta versión de la serie lanzó a los personajes al espacio exterior; la secuencia de créditos de apertura muestra al grupo tomándose una foto de promoción en el sitio de lanzamiento de una nueva nave espacial y una celosa Alexandra que le da un codazo al grupo para robar la atención a Josie. Sin embargo, Alexandra también es empujada hacia adentro del vehículo y dispara la secuencia de lanzamiento, enviándolos y a la nave al espacio profundo. A pesar de no haber estado nunca en la nave espacial, Valerie parece saber cómo pilotarla. Cada episodio se enfocó en las Pussycats que se encontraban con un extraño mundo nuevo, donde se encontrarían y, a menudo, serían secuestrados por varias razas alienígenas antes de escapar e intentar regresar a casa.
Los números musicales y las secuencias de persecución establecidas para nuevas canciones grabadas se presentaron en esta serie derivada igual como en la original. Esta serie también agregó al personaje Bleep, un alienígena esponjoso del tamaño de una mascota adoptado por Melody, quien era la única que pudo entender a la criatura (que solo dice "Bleep") y muchos otros animales alienígenas encontrados.
Los 16 episodios de esta serie derivada se volvieron a transmitir para la temporada 1973-1974 hasta el 26 de enero de 1974, cuando CBS la canceló y no solicitó más episodios a Hanna-Barbera. Esta serie también contenía risas enlatadas, pero utilizaron una versión inferior creada por el estudio.

## Recepción
Josie and the Pussycats fue nombrada la 100º mejor serie animada por el sitio web de entretenimiento IGN, que se refirió a esta como una serie divertida por la forma en que combinaba elementos de The Archie Show y Scooby-Doo.